# Zbigniew Antolak
Zbigniew Antolak (ur. 1 stycznia 1966 w Warszawie) – polski piłkarz, grający na pozycji pomocnika, młodzieżowy reprezentant Polski.

## Kariera
W 1977 roku został juniorem Hutnika Warszawa. W 1985 roku zadebiutował w seniorskiej kadrze tego klubu. Przed runą wiosenną sezonu 1985/1986 przeszedł do Legii Warszawa. W barwach tego klubu rozegrał 31 meczów ligowych, debiutując 6 kwietnia 1986 roku w wygranym 3:0 meczu z Widzewem Łódź. Przed rundą wiosenną sezonu 1988/1989 został zawodnikiem drugoligowego Igloopolu Dębica. Z klubem tym wywalczył awans do I ligi. W styczniu 1992 roku został reprezentantem Polonii Warszawa. Pół roku później przeszedł do Hutnika Warszawa, a w styczniu 1993 roku odszedł do Marcovii Marki. W latach 1994–1996 grał w Dolcanie Ząbki, a w latach 1997–1998 – w Gwardii Warszawa. Karierę zakończył w Hutniku Warszawa.

## Statystyki ligowe
| Sezon         | Klub             | Liga     | Mecze | Gole |
| ------------- | ---------------- | -------- | ----- | ---- |
| 1985/1986 (j) | Hutnik Warszawa  | III liga | ?     | ?    |
| 1985/1986 (w) | Legia Warszawa   | I liga   | 4     | 0    |
| 1986/1987     | Legia Warszawa   | I liga   | 18    | 1    |
| 1987/1988     | Legia Warszawa   | I liga   | 9     | 0    |
| 1988/1989 (j) | Legia Warszawa   | I liga   | 0     | 0    |
| 1988/1989 (w) | Igloopol Dębica  | II liga  | ?     | ?    |
| 1989/1990     | Igloopol Dębica  | II liga  | 33    | 3    |
| 1990/1991     | Igloopol Dębica  | I liga   | 27    | 1    |
| 1991/1992 (j) | Igloopol Dębica  | I liga   | 9     | 0    |
| 1991/1992 (w) | Polonia Warszawa | II liga  | 10    | 1    |
| 1992/1993 (j) | Hutnik Warszawa  | II liga  | 12    | 2    |
| 1992/1993 (w) | Marcovia Marki   | III liga | ?     | ?    |
| 1993/1994     | Marcovia Marki   | III liga | ?     | ?    |
| 1994/1995     | Dolcan Ząbki     | IV liga  | ?     | ?    |
| 1995/1996     | Dolcan Ząbki     | IV liga  | ?     | ?    |
| 1996/1997 (j) | Dolcan Ząbki     | II liga  | 16    | 7    |
| 1996/1997 (w) | Gwardia Warszawa | III liga | ?     | ?    |
| 1997/1998     | Gwardia Warszawa | III liga | ?     | ?    |
| 1998/1999 (j) | Gwardia Warszawa | III liga | ?     | ?    |
| 1998/1999 (w) | Hutnik Warszawa  | IV liga  | ?     | ?    |
| 1999/2000 (j) | Hutnik Warszawa  | IV liga  | ?     | ?    |